# 坪山区
坪山区（へいざん-く）は中華人民共和国広東省深圳市に位置する市轄区。発足前は竜崗区の一部であった。

## 概要
人口60万人超、面積167平方キロメートルの区で、羅湖区・福田区より大きい。

## 歴史
2009年6月30日、深圳市は竜崗区より坪山街道と坑梓街道を坪山新区として新規に独立させる事とした。また、これによって、前深圳市大工業区管理委員会は深圳市坪山新区管理委員会と名前を改める事となった。2016年中華人民共和国国務院の公文「国函[2016] 159号」により、市轄区の坪山区として設置された。

## 行政区画
- 街道：坪山街道、馬巒街道、碧嶺街道、石井街道、坑梓街道、竜田街道

## 交通
- 中国鉄路総公司
  - 廈深線
- 深圳地下鉄
  - 16号線（深圳坪山駅）（深圳市竜崗区）

## 健康・医療・衛生
- 坪山区人民医院
- 坪山区婦幼保健院
- 平楽骨傷科医院（深圳市坪山区中医院）